# Unione Sportiva Livorno 1927-1928
Questa voce raccoglie le informazioni riguardanti la Unione Sportiva Livorno nelle competizioni ufficiali della stagione 1927-1928.

## Stagione
Nela stagione 1927-1928 il Livorno disputa il girone B del campionato di Divisione Nazionale.
La squadra labronica di nuovo affidato alle cure di Pietrino Piselli, ha ceduto Alfredo Pitto al Bologna e Giovanni Vincenzi al Torino, se ne vanno anche Mario Scazzola e Gondrano Innocenti. Nonostante queste importanti defezioni dovute alla crisi economica che torna a farsi pressante in casa livornese, l'intramontabile verve di Mario Magnozzi con 15 reti e di Paolo Silvestri con 6 reti contribuiscono a raggiungere l'obiettivo della salvezza per la squadra labronica, che continua ad essere modesto in trasferta, ma a costruire e raggiungere i propri obiettivi sul campo amico di Villa Chayes.
Il club amaranto ha chiuso al 9º posto con 17 punti il torneo, l'ultimo posto utile per non scendere in Prima Divisione, la Serie B di allora.

## Divise
Maglia amaranto con bordi bianco-verde nel collo a V
| Prima divisa |

## Rosa
| N. |                   | Ruolo | Calciatore            |
| -- | ----------------- | ----- | --------------------- |
|    | Italia (bandiera) | P     | Paolo Lami            |
|    | Italia (bandiera) | P     | Franco Lipizer        |
|    | Italia (bandiera) | D     | Ilio Guerrini         |
|    | Italia (bandiera) | D     | Gastone Innocenti     |
|    | Italia (bandiera) | D     | Plinio Paolini        |
|    | Italia (bandiera) | C     | Aldo Bandini (I)      |
|    | Italia (bandiera) | C     | Leopoldo Caimmi       |
|    | Italia (bandiera) | C     | Alessandro Cucciolini |
|    | Italia (bandiera) | C     | Bruno Giraldi         |
|    | Italia (bandiera) | A     | Ferrero Alberti       |

| N. |                   | Ruolo | Calciatore          |
| -- | ----------------- | ----- | ------------------- |
|    | Italia (bandiera) | A     | Mario Baldi         |
|    | Italia (bandiera) | A     | Sirio Cecchi        |
|    | Italia (bandiera) | A     | Mario Del Cittadino |
|    | Italia (bandiera) | A     | Dino Gambogi        |
|    | Italia (bandiera) | A     | Mario Magnozzi      |
|    | Italia (bandiera) | A     | Bruno Montelatici   |
|    | Italia (bandiera) | A     | Mario Palandri      |
|    | Italia (bandiera) | A     | Alberto Pignattelli |
|    | Italia (bandiera) | A     | Enrico Scioscia     |
|    | Italia (bandiera) | A     | Paolo Silvestri     |

## Risultati

### Divisione Nazionale Girone B

#### Girone di andata
| Arbitro: | U. Gama (Milano) |

|                          |           |  |
| Ziroli 58’ Fasanelli 78’ | Marcatori |  |

| Arbitro: | Mattea (Casale Monferrato) |

|  |           |                              |
|  | Marcatori | 15’, 66’ F. Busini 87’ Perin |

| Arbitro: | Sabatini (Bologna) |

|                                                   |           |                         |
| Magnozzi 17’, 71’ Paolini 56’ (rig.) Palandri 64’ | Marcatori | 12’ Mandosso 54’ Roveda |

| 16 ottobre 1927 4ª giornata |  | – Turno di riposo del Livorno |  |  |

| Arbitro: | Dani (Genova) |

|                        |           |                |
| Gabba 3’ Caligaris 88’ | Marcatori | 51’ A. Bandini |

| Arbitro: | Turbiani (Ferrara) |

|                               |           |           |
| Pignattelli 14’ Silvestri 17’ | Marcatori | 25’ Conti |

| Arbitro: | Caironi (Milano) |

|                          |           |            |
| Gambogi 18’ Magnozzi 56’ | Marcatori | 20’ Roggia |

| Arbitro: | Osti (Ferrara) |

|  |           |                                        |
|  | Marcatori | 6’, 11’ L. Cevenini 17’ (aut.) Giraldi |

| Arbitro: | Sganzetta (Torino) |

|               |           |             |
| Froncillo 30’ | Marcatori | 8’ Magnozzi |

| Arbitro: | Dani (Genova) |

|                                                 |           |                           |
| Silvestri 7’, 17’ Paolini 14’ Magnozzi 20’, 82’ | Marcatori | 60’ Rier 64’, 66’ Mazzoni |

| Arbitro: | Sguerso (Savona) |

|                           |           |  |
| Azzimonti 50’ Borsani 72’ | Marcatori |  |

#### Girone di ritorno
| Arbitro: | Carraro (Padova) |

|                          |           |                  |
| Magnozzi 83’ Paolini 85’ | Marcatori | 8’ Chini Ludueña |

| Arbitro: | Enrietti (Torino) |

|                                       |           |  |
| F. Busini 20’ A. Busini 65’ Perin 71’ | Marcatori |  |

| Arbitro: | Galassi (Torino) |

|              |           |              |
| Mandosso 40’ | Marcatori | 16’ Magnozzi |

| 15 gennaio 1928 15ª giornata |  | – Turno di riposo del Livorno |  |  |

| Arbitro: | Beretta (Novi Ligure) |

|              |           |                                 |
| Magnozzi 45’ | Marcatori | 43’ Mattea 80’ (rig.) Caligaris |

| Arbitro: | Carraro (Padova) |

|                                  |           |                               |
| Castellazzi 25’, 34’ Rivolta 84’ | Marcatori | 17’ Pignattelli 37’ Silvestri |

| Arbitro: | Sguerso (Savona) |

|           |           |  |
| Roggia 7’ | Marcatori |  |

| Arbitro: | Osti (Ferrara) |

|                          |           |              |
| A. Vojak 58’ Ferrero 67’ | Marcatori | 72’ Magnozzi |

| Arbitro: | Dani (Genova) |

|                                                  |           |                |
| Magnozzi 12’, 35’, 55’ Paolini 32’ Silvestri 81’ | Marcatori | 57’, 82’ Porta |

| Arbitro: | Garbieri (Genova) |

|               |           |              |
| De Pietri 59’ | Marcatori | 43’ Palandri |

| Arbitro: | Sguerso (Savona) |

|                                                 |           |                     |
| Silvestri 18’ Magnozzi 36’, 73’ Pignattelli 44’ | Marcatori | 39’ (aut.) Guerrini |

## Statistiche

### Statistiche di squadra
| Competizione                   | Punti | In casa | In casa | In casa | In casa | In casa | In casa | In trasferta | In trasferta | In trasferta | In trasferta | In trasferta | In trasferta | Totale | Totale | Totale | Totale | Totale | Totale | DR |
| Competizione                   | Punti | G       | V       | N       | P       | Gf      | Gs      | G            | V            | N            | P            | Gf           | Gs           | G      | V      | N      | P      | Gf     | Gs     | DR |
| ------------------------------ | ----- | ------- | ------- | ------- | ------- | ------- | ------- | ------------ | ------------ | ------------ | ------------ | ------------ | ------------ | ------ | ------ | ------ | ------ | ------ | ------ | -- |
| Divisione Nazionale (girone B) | 17    | 10      | .       | .       | .       | ..      | ..      | 10           | .            | .            | .            | ..           | ..           | 20     | 7      | 3      | 10     | 32     | 37     | -5 |
| Totale                         | 17    | 10      | .       | .       | .       | ..      | ..      | 10           | .            | .            | .            | ..           | ..           | 20     | 7      | 3      | 10     | 32     | 37     | -5 |